# تيموثي بلاك
تيموثي بلاك (بالإنجليزية: Timothy Black)‏ هو قاضي ومحامي أمريكي، ولد في 1953 في بروكلين في الولايات المتحدة.